# Uropterygius
Az Uropterygius a sugarasúszójú halak (Actinopterygii) osztályának angolnaalakúak (Anguilliformes) rendjébe, ezen belül a murénafélék (Muraenidae) családjába és az Uropterygiinae alcsaládjába tartozó nem.

## Rendszerezésük
A nembe az alábbi 20 faj tartozik:
- Uropterygius concolor Rüppell, 1838
- Uropterygius fasciolatus (Regan, 1909)
- Uropterygius fuscoguttatus Schultz, 1953
- Uropterygius genie Randall & Golani, 1995
- Uropterygius golanii McCosker & Smith, 1997
- Uropterygius inornatus Gosline, 1958
- Uropterygius kamar McCosker & Randall, 1977
- Uropterygius macrocephalus (Bleeker, 1864)
- Uropterygius macularius (Lesueur, 1825)
- Uropterygius marmoratus (Lacepède, 1803)
- Uropterygius micropterus (Bleeker, 1852)
- Uropterygius nagoensis Hatooka, 1984
- Uropterygius oligospondylus Chen, Randall & Loh, 2008
- Uropterygius polyspilus (Regan, 1909)
- Uropterygius polystictus Myers & Wade, 1941
- Uropterygius supraforatus (Regan, 1909)
- Uropterygius versutus Bussing, 1991
- Uropterygius wheeleri Blache, 1967
- Uropterygius xanthopterus Bleeker, 1859
- Uropterygius xenodontus McCosker & Smith, 1997